# Sonate K. 491
La sonate K. 491 (F.435/L.164) en ré majeur est une œuvre pour clavier du compositeur italien Domenico Scarlatti.

## Présentation

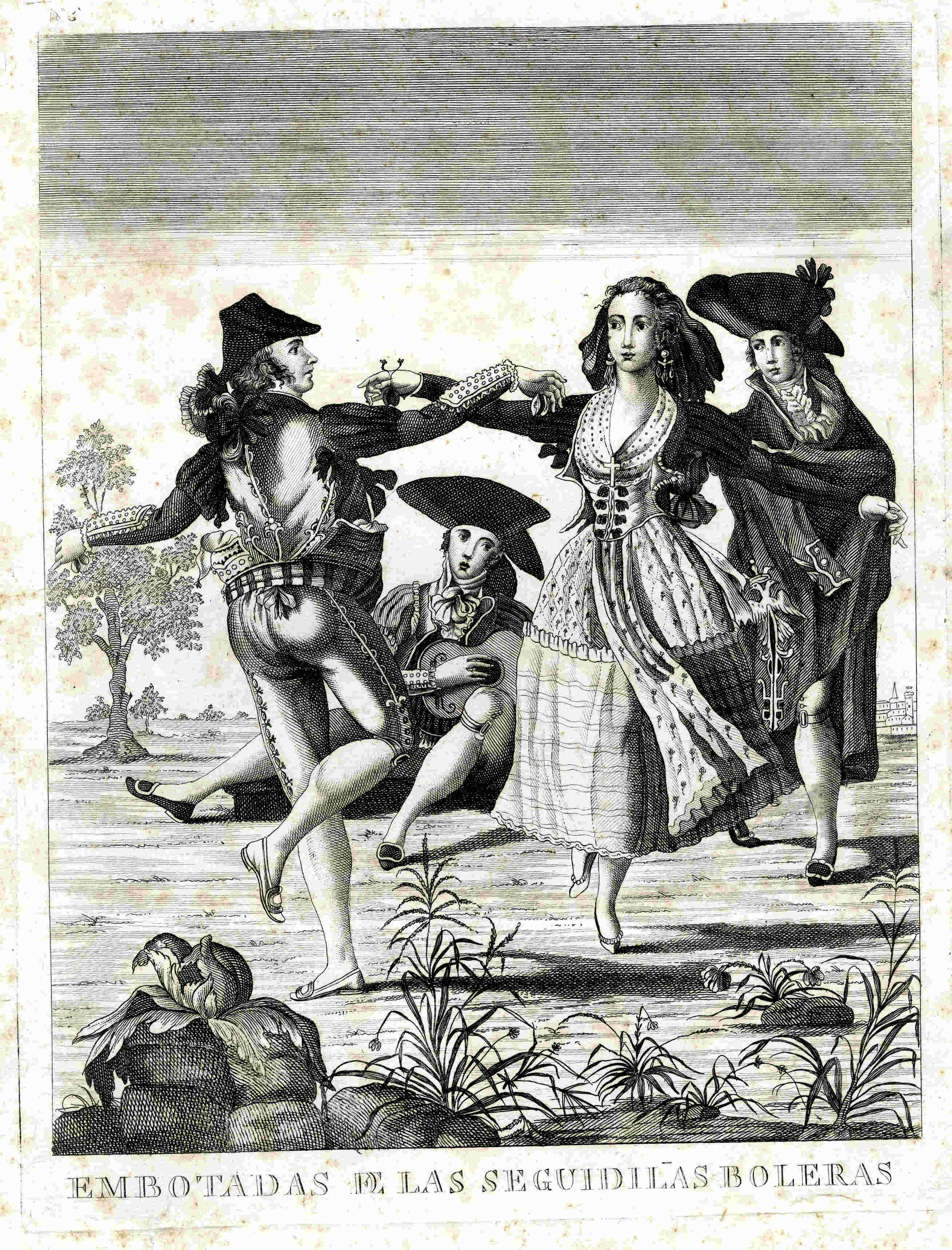
La séguédille.

La sonate en ré majeur K. 491, notée Allegro, est toute en pureté cristalline et l'un des sommets de toute l'œuvre de Scarlatti avec les sonates K. 490 et 492, somptueux triptyque d'inspiration espagnole « qui groupe trois des plus belles sonates de l'œuvre de Scarlatti ».
La danse évoquée dans cette sonate est la séguédille sévillane (dès la mesure 4), déjà rencontrée notamment dans les sonates K. 239 et 376 :
Mesures 14 et suivantes on trouve les effets de trompette qui parsèment d'autres sonates, telles les K. 96 ou 358.

## Manuscrits

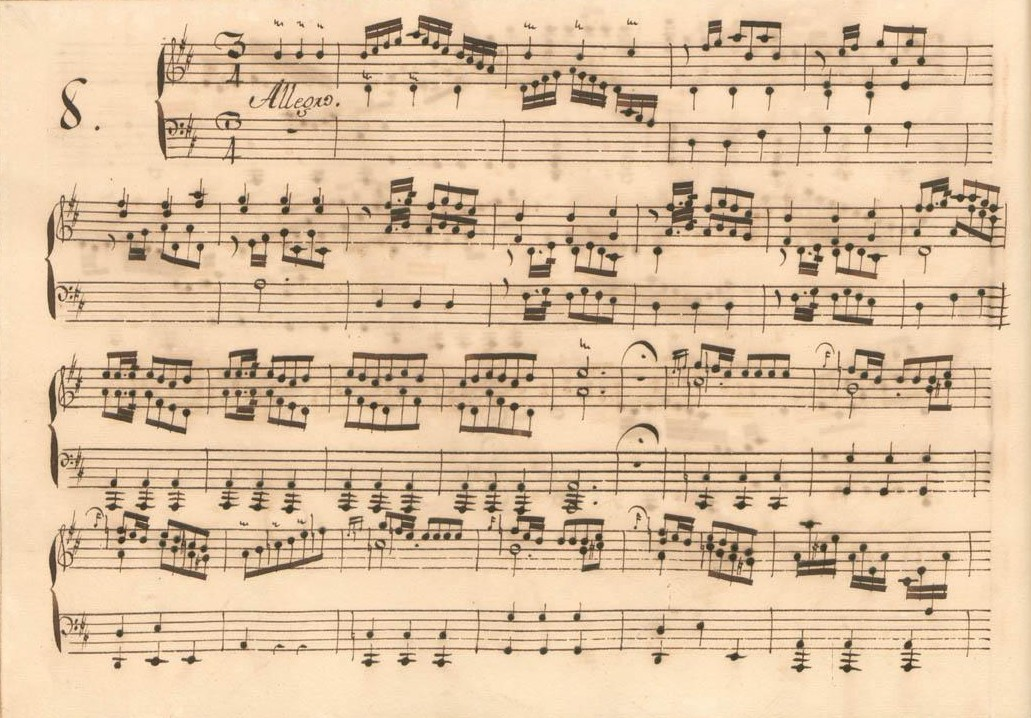
Début de la sonate, extraite du volume XIV du manuscrit de Parme.

Le manuscrit principal est le numéro 8 du volume XII de Venise (1756), copié pour Maria Barbara, et Parme XIV 8 ; les autres sources manuscrites sont Münster I 26 et Vienne C 21.

## Interprètes
La sonate K. 426 est parmi les plus jouées du répertoire. Au piano, elle est interprétée par Vladimir Horowitz (1964, Sony), András Schiff (1977, Hungaroton), Maria Tipo (1987, EMI), Sergei Babayan (1991, Piano Classics), Murray Perahia (1996, Sony), Mūza Rubackytė (2000, Lyrinx), Linda Nicholson (2004, Capriccio), Dejan Lazić (2008, Channel Classics), Boris Bloch (2013, Ars Produktion), Carlo Grante (2016, Music & Arts, vol. 5), Andrea Lucchesini (2018, Audite), Orion Weiss (2013, Naxos), Homero Francesch (2015, Tudor) et Angela Hewitt (2017, Hyperion).
Au clavecin, elle est enregistrée par Ralph Kirkpatrick (1954, Sony), Igor Kipnis (1968, Sony), Gustav Leonhardt (1970, DHM), Blandine Verlet (1975, Philips), Trevor Pinnock (1981, CRD ; 2014, Linn), Scott Ross (1983, Radio Canada/Les Disques SRC/CBC Records ; 1985, Erato), Ton Koopman (1988, Capriccio), Andreas Staier (1991, DHM), Virginia Black (1993, United Recording), Richard Lester (2004, Nimbus, vol. 5), Jory Vinikour (2005, Delos Productions) et Pieter-Jan Belder (2014, Brilliant Classics, vol. 11).
L'ensemble The Cambridge Buskers en a réalisé une transcription pour flûte à bec et accordéon (1985, DG) et Andreas Nebl l'interprète à l'accordéon (2021, Castigo Classic Recordings). La sonate est également très jouée par les guitaristes, en solo, en duo ou en quatuor, notamment par Alberto Mesirca (2007, Paladino Music) ; à deux guitaristes : par Julian Gray et Ronald Pearl (1995, Sono Luminus) et l'ensemble Siempre Nuevo (2013, ArcoDiva).

## Sources
: document utilisé comme source pour la rédaction de cet article.
- Ralph Kirkpatrick (trad. de l'anglais par Dennis Collins), Domenico Scarlatti, Paris, Lattès, coll. « Musique et Musiciens », 1982 (1re éd. 1953 (en)), 493 p. (OCLC 954954205, BNF 34689181).
- Alain de Chambure, « Domenico Scarlatti : Intégrale des sonates — Scott Ross », p. 228, Erato (2564-62092-2), 1985 (OCLC 891183737) .
- Roland de Candé, Les chefs-d'œuvre classiques de la musique, Paris, Seuil, 2000, 802 p. (ISBN 2-02-039863-X, OCLC 46473027, BNF 37105991), p. 613–614.